# Dzwonek elektryczny

schemat elektryczny dzwonka
1 – styki S zwarte, młoteczek H oddalony od klosza dzwonka B
2 – styki S rozwarte, młoteczek uderza w klosz

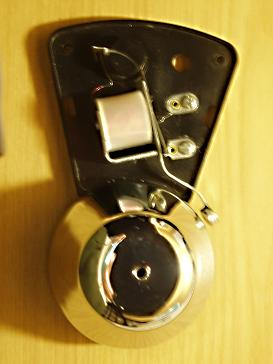

Dzwonek elektryczny – urządzenie elektryczne służące do sygnalizacji dźwiękowej. Stosowane niegdyś często jako sygnalizator wezwania w telefonach, jako sygnalizator przy drzwiach wejściowych do mieszkań, wreszcie w szkołach jako sygnalizator początku i końca lekcji. Obecnie, szczególnie w aparatach telefonicznych, dzwonki elektromagnetyczne wychodzą z użycia na korzyść sygnalizatorów wykorzystujących inne zjawiska fizyczne.
Działanie dzwonka elektrycznego oparte jest na zjawisku elektromagnetycznym i przedstawione jest na schemacie.
1. Pozycja spoczynkowa stalowego ramienia A jest taka, że styki S przerywacza są zwarte, a młoteczek H znajduje się w pewnym oddaleniu od klosza dzwonka B; zamknięcie wyłącznika głównego K spowoduje przepływ prądu w elektromagnesie E, który zacznie przyciągać ramię (tzw. "kotwicę") A, sprężyście zamocowaną do obudowy dzwonka.
2. Siła przyciągania powoduje, że ramię A pokonuje siłę sprężyny utrzymującą je wcześniej w położeniu początkowym i ramię zbliża się do elektromagnesu E, razem z zamocowanym do ramienia młoteczkiem H. Pomimo że styki S rozwierają się i prąd w obwodzie przestaje płynąć (tzn. przestaje działać siła przyciągania elektromagnetycznego), to mechaniczna bezwładność młoteczka powoduje, że uderza on w klosz dzwonka wzbudzając w nim dźwięk. W chwilę potem sprężyna odciąga ramię A od elektromagnesu E i przywraca je do położenia początkowego jak na rys. 1.
3. Dla poprawnego działania dzwonka potrzebna jest taka konstrukcja styku S, aby ramię A mogło wykonać część (ale tylko część) swojego ruchu nie powodując rozwarcia styku – składa się on ze śruby, którą można regulować, i elastycznej blaszki, która w pozycji spoczynkowej jest nieco ugięta – dopiero przesunięcie ramienia A większe od ugięcia blaszki rozwiera styk S – dzięki temu ramię uzyskuje odpowiednią szybkość, aby mimo przerwania przepływu prądu uderzyć w klosz ze znaczną siłą. Jeśli śruba naciska blaszkę za słabo, to rozwarcie następuje zanim ramię uzyska wystarczającą szybkość, i uderzenie w klosz jest słabe, lub nawet wcale go nie ma; jeśli za mocno – rozwarcie następuje dopiero po uderzeniu, lub nawet nie następuje wcale, i ramię A nie może się cofnąć.
4. Istotny jest również fakt, że po zwarciu styków prąd narasta stopniowo – z powodu indukcyjności cewki elektromagnesu – dlatego zwarcie styku S podczas ruchu powrotnego ramienia A nie powoduje od razu powstania dużej siły, która by przeszkodziła mu wrócić do pozycji spoczynkowej. Szybkość narastania prądu, i zależnej od niego siły przyciągania ramienia A przez elektromagnes powinna być dostosowana do czasu, jaki jest potrzebny na jego powrót do pozycji spoczynkowej – oznacza to, że napięcie zasilania i indukcyjność cewki powinny być dobrane do częstotliwości rezonansu mechanicznego drgań ramienia A: zbyt wysokie napięcie spowoduje, że ramię A nie będzie wracało nawet w pobliże pozycji spoczynkowej, bo siła przyciągania znacznie wcześniej je zawróci, zbyt niskie – że będzie się zatrzymywać w pozycji spoczynkowej, tracąc energię.

W rezultacie włączania i wyłączania prądu w cewce elektromagnesu młoteczek uderza w klosz kilka-kilkanaście razy na sekundę, z taką samą częstością przerywając i zamykając styki S. Dzieje się to tak długo, jak długo włączony jest wyłącznik główny K dzwonka.
Regulacja styków przerywacza umożliwia takie dobranie zakresu zwarcia i rozwarcia styków, aby zapewnić wysoką sprawność zamiany energii prądu zasilającego dzwonek w energię uderzeń młoteczka w klosz dzwonka; odpowiedni dobór materiałów, wymiarów klosza i ciężaru młoteczka daje wysoką sprawność przekazania energii uderzenia czaszy tak, by zmieniła się w energię jej drgań; dobrze zrobiony i wyregulowany dzwonek odznacza się dużą głośnością w stosunku do zużycia energii.
Istnieje także odmiana dzwonków elektromagnetycznych, w których młoteczek H uderza na przemian w dwa klosze dzwonka, znajdujące się – według konwencji pokazanej na rysunku – powyżej i poniżej młoteczka. Ponadto spotykane są konstrukcje, w których źródłem zasilania dzwonka nie jest – jak na rysunku – źródło napięcia stałego (bateria elektryczna), tylko źródło napięcia zmiennego (w rozwiązaniach spotykanych często w domowych instalacjach dzwonków do drzwi bywa to transformator dzwonkowy).
Istotną wadą dzwonków elektromagnetycznych jest fakt, że przepływ prądu przerywany na stykach S powoduje na nich iskrzenie, co z jednej strony powoduje przyspieszone zużycie tych styków, ale – co jest bardziej uciążliwe – powoduje zakłócenia elektromagnetyczne, rozprzestrzeniające się zarówno drogą radiową, jak i przenoszące się wzdłuż sieci zasilającej dzwonek. W szczególnie niesprzyjających okolicznościach iskrzenie to może spowodować wybuch i katastrofę – np. wówczas, gdy dzwonek pracuje w atmosferze wypełnionej gazami palnymi, co może zdarzyć się np. w kopalniach, gdzie może pojawić się metan, ale także w lokalach mieszkalnych, jeśli doszłoby do rozszczelnienia domowej instalacji gazowej. Zagrożenie to dziś wyklucza praktycznie użycie dzwonków o takiej konstrukcji w górnictwie (dawniej aparaty telefoniczne konstruowane dla kopalni wykorzystywały dzwonki, ale zamknięte były w szczelnej hermetycznej obudowie).